# Enlightenment (Doctor Who)
A Enlightenment a Doctor Who sorozat 127. része, amit 1983. március 1.–e és március 9.-a között adtak négy epizódban. Ez a Fekete Őrző trilógia harmadik, és egyben befejező története, aminek minden részében megjelenik a Fekete Őrző.

## Történet
A Fehér Őrző veszélyre figyelmezteti a Doktort és egy célkoordinátát ad meg neki. A Tardis egy békebeli vitorláshajóra kerül – amiről csakhamar kiderül, hogy az űrben vitorlázik több más hajóval együtt és épp egy furcsa verseny folyik. A nyereménytől a világegyetem sorsa függ... Turlough-nak választania kell: továbbra is a Fekete Őrzőt szolgálja, vagy átáll a Doktorhoz?

## Epizódlista
| Epizódok sorszáma | Bemutató napja   | Hossza | Nézők száma (millió) |
| ----------------- | ---------------- | ------ | -------------------- |
| 1.                | 1983. március 1. | 24:12  | 6,6                  |
| 2.                | 1983. március 2. | 24:23  | 7,2                  |
| 3.                | 1983. március 8. | 24:38  | 6,2                  |
| 4.                | 1983. március 9. | 24:34  | 7,3                  |

## Könyvkiadás
A könyvváltozatát 1984. május 24.-n adta ki a Target könyvkiadó. Írta Barbara Clegg. Ez volt az első Doctor Who könyv, amit nő írt. Ez volt a második könyv, amin szerepel a Doktort alakító Peter Davidson szerepelt.
Továbbá 1984-n kiadták Doctor Who ajándékszettként másik három Who regényként  (The Dominators, Mawdryn Undead, és a The Five Doctors)

## Otthoni kiadás
- VHS-n 1993 februárjában adták ki.
- DVD-n 2009. augusztus 10.-n adták ki a "Black Guardian Trilogy" című díszdobozban.

### Fordítás
- Ez a szócikk részben vagy egészben  a   Terminus_(Doctor_Who) című angol Wikipédia-szócikk fordításán alapul.  Az eredeti cikk szerkesztőit annak laptörténete sorolja fel. Ez a jelzés csupán a megfogalmazás eredetét és a szerzői jogokat jelzi, nem szolgál a cikkben szereplő információk forrásmegjelöléseként.